# Comuna Surdila-Greci, Brăila
Surdila-Greci este o comună în județul Brăila, Muntenia, România, formată din satele Brateșu Vechi, Făurei-Sat, Horia și Surdila-Greci (reședința).

## Așezare
Comuna se află în extremitatea vestică a județului, la limita cu județul Buzău și la vest de orașul Făurei. Este traversată de șoseaua națională DN2B, care leagă Brăila de Buzău. La Surdila-Greci, din această șosea se ramifică scurtul drum județean DJ203A, care duce în centrul orașului Făurei, precum și șoseaua județeană DJ203N, care duce la Rușețu (județul Buzău) și apoi înapoi în județul Brăila la Ulmu. Lângă satul Brateșu Vechi, DN2B se intersectează cu șoseaua județeană DJ203, care duce spre nord-est către Jirlău și Valea Râmnicului (ultima în județul Buzău) și spre sud și sud-est către Ulmu, Zăvoaia și Însurăței (unde se termină în DN21).
Prin comună trece și calea ferată Buzău–Brăila, pe care este deservită de halta Baza IFF.

## Demografie
Componența etnică a comunei Surdila-Greci
     Români (94,83%)
     Alte etnii (5,17%)
Componența confesională a comunei Surdila-Greci
     Ortodocși (94,62%)
     Alte religii (0,2%)
     Necunoscută (5,17%)
Conform recensământului efectuat în 2021, populația comunei Surdila-Greci se ridică la 1.469 de locuitori, în scădere față de recensământul anterior din 2011, când fuseseră înregistrați 1.505 locuitori. Majoritatea locuitorilor sunt români (94,83%). Din punct de vedere confesional, majoritatea locuitorilor sunt ortodocși (94,62%), iar pentru 5,17% nu se cunoaște apartenența confesională.

## Politică și administrație
Comuna Surdila-Greci este administrată de un primar și un consiliu local compus din 9 consilieri. Primarul, Ionel Meiroșu[*], de la Partidul Național Liberal, este în funcție din 2004. Începând cu alegerile locale din 2024, consiliul local are următoarea componență pe partide politice:
|  | Partid                          | Consilieri | Componența Consiliului | Componența Consiliului | Componența Consiliului | Componența Consiliului | Componența Consiliului | Componența Consiliului | Componența Consiliului |
|  | ------------------------------- | ---------- | ---------------------- | ---------------------- | ---------------------- | ---------------------- | ---------------------- | ---------------------- | ---------------------- |
|  | Partidul Național Liberal       | 7          |                        |                        |                        |                        |                        |                        |                        |
|  | Alianța pentru Unirea Românilor | 1          |                        |                        |                        |                        |                        |                        |                        |
|  | Partidul Social Democrat        | 1          |                        |                        |                        |                        |                        |                        |                        |

## Istorie
La sfârșitul secolului al XIX-lea, comuna făcea parte din plasa Ianca a județului Brăila și era compusă din satele Surdila-Greci, Vizireni, Făurei și Gara Făurei, cu o populație totală de 1264 de locuitori. În comună funcționau o școală mixtă înființată în 1858, și o moară cu aburi.
În 1925, comuna avea aceeași componență, 2013 locuitori și era reședința plășii Călmățui din același județ.
Din cauza evoluției puternice datorată faptului că a devenit nod feroviar pe liniile București-Ploiești-Galați și Fetești-Tecuci, satele Făurei și Vizireni s-au desprins din comună și au format comuna Făurei, devenită ulterior și oraș. Tot în aceeași perioadă este atestată pe teritoriul actual al comunei Surdila-Greci și comuna Ion I.C. Brătianu, formată din satele Brateșu Nou, Brateșu Vechi, Ion I.C. Brătianu și Nisipurile. În 1950, comuna Surdila-Greci a fost inclusă în raionul Făurei al regiunii Galați, și a primit și satele fostei comune Ion I.C. Brătianu.
În 1968, ea a devenit comună suburbană subordonată orașului Făurei din județul Brăila, statut pe care l-a avut până în 1989, când comunele suburbane au fost resubordonate județului.

## Monumente istorice
Singurul obiectiv din comuna Surdila-Greci inclus în lista monumentelor istorice din județul Brăila ca monument de interes local este Monumentul Eroilor din Războiul Român de Independență și din Primul Război Mondial, aflat în fața primăriei din satul Surdila-Greci. El este clasificat ca monument memorial sau funerar.